# معالي زايد
معالي زايد (5 نوفمبر 1953 - 10 نوفمبر 2014)، مُمثِلة مصرية. قدمت العديد من الأفلام السينمائية والمسرحيات والمسلسلات التلفزيونية، واشتهرت بأدوار المرأة القوية والمرأة الصعيدية، وبعد عطاء فني استمر 36 عامًا توفيت بعد صراع مع مرض السرطان.

## عن حياتها
تنتمي لعائلة فنية فَوالدتها الممثلة آمال زايد وخالتها الممثلة جمالات زايد، وهي خريجة كلية التربية الفنية والمعهد العالي للسينما.
بدأت تلفزيونياً في دبي أثناء تصوير مسلسل «الليلة الموعودة»، حصلت عام 1987 على جائزة أحسن ممثلة عن دورها في فيلم «السادة الرجال» من جمعية الفيلم.
كانت تهوى فن رسم «البورتريه»، ولديها مزرعة خاصة على الإسكندرية، وتمكث بها في فترات عدم وجود أدوار. وقد تزوجت مرة واحدة ثم انفصلت.

## أعمالها

### من الأفلام
- وضاع العمر يا ولدي.
- عروسة وجوز عرسان.
- ولا من شاف ولا من دري.
- الحلال يكسب.
- العربجي.
- الشقة من حق الزوجة.
- الأرملة والشيطان.
- الفرن.
- بيت القاضي.
- استغاثة من العالم الآخر.
- أنا اللي قتلت الحنش.
- قضية عم أحمد.
- لولاكي.
- السكاكيني.
- السادة الرجال.
- الصرخة.
- سيداتي آنساتي.
- أبو الدهب.
- البيضة والحجر.
- الطعنة.
- الزوجة تعرف أكثر.
- الزمن الصعب
- أسوار الحب
- جحيم 2
- امرأة متمردة.
- المتهمة.
- رجل مهم جدا
- عنبر والألوان
- الخطر
- المكالمة القاتلة
- سمك لبن تمر هندي.
- كتيبة الإعدام.
- وضاع العمر يا ولدي.

### من المسلسلات
- 1978 : الليلة الموعودة.
- 1979 : اصلاحية جبل الليمون / من أجل ولدي.
- 1980 : للزمن بقية / عيلة الدوغري.
- 1981 : القضية 80 / اللغز.
- 1982 : دموع في عيون وقحة.
- 1983 : عطفة خوخة / رجل فوق الأمواج.
- 1984 : الرجل الذي هوى.
- 1985 : حلم الليل والنهار.
- 1989 : الثلاثية (مسلسل).
- 1990: بدارة (مسلسل)
- 1991: ولدي (مسلسل)
- 1992 : شفيقة ومتولي (مسلسل).
- 1997 : الحاوي (مسلسل).
- 1997: حلم الجنوبي
- 2002 : ديدي ودوللي.
- 2004 : الدم والنار.
- 2006 : حضرة المتهم أبي.
- 2006 : امرأة من الصعيد الجواني.
- 2009 : ابن الأرندلي
- 2009 : الوتر المشدود
- 2013 : موجة حارة

## وصلات خارجية
- معالي زايد على موقع IMDb (الإنجليزية)
- معالي زايد على موقع الدهليز
- معالي زايد على موقع قاعدة بيانات الأفلام العربية
- معالي زايد على موقع قاعدة بيانات الفيلم (الإنجليزية)